# I Wonder Who's Kissing You Now?
I Wonder Who's Kissing You Now? er en dansk film fra 1998, instrueret af Henning Carlsen. Han har også skrevet manuskriptet med Ib Lucas efter dennes roman Silhuetter.

## Handling
Vi stifter bekendtskab med Sam og hans svenske kone Laura. De blev forelskede og gift som så mange andre, men Sam er enormt jaloux anlagt, og det kommer efterhånden til at true forholdet. Igen og igen føler Sam sig bedraget, han begynder snart at tage utraditionelle metoder i brug, fordi han føler sig så sikker i sin sag, at han roligt selv kan bolle ved siden af. Enhver lille situation kan efterhånden tolkes som utroskab, det bliver så godt som umuligt at redde situationen.

## Medvirkende
- Tommy Kenter
- Marika Lagercrantz
- Lotte Andersen
- Morten Grunwald
- Lars Knutzon
- Henrik Larsen
- Thomas Bo Larsen
- Marina Bouras
- Karina Skands
- Jette Sievertsen

## Eksterne Henvisninger
- I Wonder Who's Kissing You Now? på Internet Movie Database (engelsk)
- I Wonder Who's Kissing You Now? på Filmdatabasen
- I Wonder Who's Kissing You Now? på danskefilm.dk
- I Wonder Who's Kissing You Now? på danskfilmogtv.dk
- I Wonder Who's Kissing You Now? på Scope
- I Wonder Who's Kissing You Now? på AllMovie (engelsk)
- I Wonder Who's Kissing You Now? på Turner Classic Movies (engelsk)
- I Wonder Who's Kissing You Now? på The Movie Database (engelsk)
- I Wonder Who's Kissing You Now? hos TV.com (engelsk)